# Кас (окръг, Мисури)
Вижте пояснителната страница за други населени места с името Кас.
Окръг Кас (на английски: Cass County) е окръг в щата Мисури, Съединени американски щати. Площта му е 1821 km², а населението - 98 429 души. Административен център е град Харисънвил.